# Słobidka-Małynowećka
Słobidka-Małynowećka (ukr. Слобідка-Малиновецька) – wieś na Ukrainie, w obwodzie chmielnickim, w rejonie kamienieckim.